# Edmé François Chauvot de Beauchêne
Edmé François Chauvot de Beauchêne, noto anche come Beauchêne fils (1780 – 1830), è stato un anatomista, medico e chirurgo francese.

## Biografia

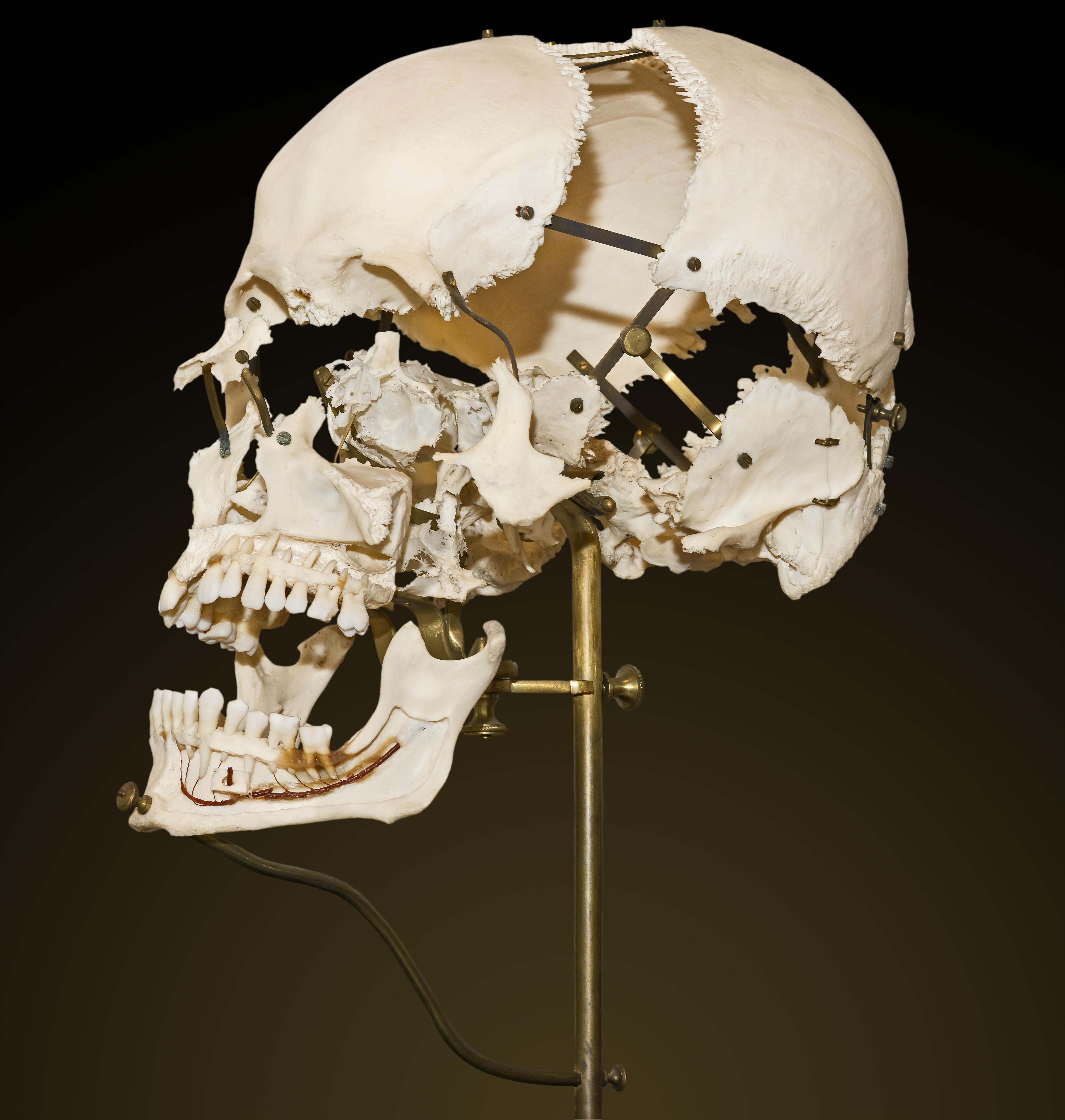
Cranio Beauchêne realizzato dalla casa Deyrolle.

Era figlio di Edmé Pierre Chauvot de Beauchêne (1749-1825), famoso psicologo e medico, e crebbe tra la capitale francese e la residenza estiva di famiglia a Paron.
È stato vice-capo dei lavori anatomici della facoltà di medicina dell'università di Francia e membro della Società Anatomica di Parigi e dell'Accademia nazionale di chirurgia. Fu anche vice-capo chirurgo all'Hôpital Saint-Antoine di Parigi e chirurgo di Carlo X di Francia. Fu inoltre autore di numerose pubblicazione a carattere medico. Nel 1810 riferì del primo caso noto di cisti intraneurale e nel 1818 di embolia gassosa polmonare.
È ricordato per la creazione del "metodo Beauchêne" o del cosiddetto "cranio Beauchêne", ovvero la preparazione di crani umani disarticolati, preparati in maniera da permetterne la visione della complessità e le funzioni di questa parte anatomica del corpo. Il cranio veniva pulito, se necessario sbiancato e sgrassato, e poi bollito sino a che giunture craniche non si allentavano. A questo punto il cranio veniva disarticolato a mano e poi rimontato con supporti appositi. È probabile che Beauchêne trasse spunto per questa tecnica dall'osservazione di crani affetti da Tinea corporis. Questo metodo fu per un periodo erroneamente attribuito al padre Edmé Pierre Chauvot de Beauchêne (1749-1825), psicologo e medico, od all'immaginario anatomista parigino Claude Beauchêne.
È stato seppellito al cimitero di Père-Lachaise di Parigi.